# Sadiya
Sadiya es una ciudad del distrito de Tinsukia, Assam, en la India. Fue la capital del Reino de Chutia (hasta el siglo XVI), y tras su caída se convirtió en la sede del Sadiya-khowa-Gohain del reino de Ahom (hasta el siglo XIX).  Los numerosos restos de edificios y fortificaciones construidas durante la primera etapa apuntan a la importancia que tuvo la región en el pasado. Históricamente, Sadiya se usaba como sinónimo de "Reino de Chutia", y en ocasiones incluía los distritos de Lakhimpur, Dhemaji y Tinsukia.
Se encuentra en una llanura cubierta de hierba, rodeada por el Himalaya, en la margen derecha del río Lohit, que erróneamente se considera la corriente principal del río Brahmaputra .  En la zona se suele encontrar una flor llamada satphul (la palabra significa "bendición" o "flor del desierto"), muy similar al jazmín .
Desde Sadiya salen tres rutas hacia el Tíbet. La primera, a través del valle de Dihang o Tsang Po. La segunda cruza el valle de Dibang, y la tercera pasa por el valle de Lohit, que conduce a la provincia de Zayul, la provincia del extremo sureste del Tíbet.

## Etimología
Históricamente, la región entre el río Lohit y el río Dibang se conocía como Sadhayapura. Se cree que Sadiya es una forma vulgar de referirse a Sadhayapura. Por otro lado, algunos estudiosos también creen que la palabra "Sadiya" se deriva del idioma Deori y significa "tierra del sol naciente".  "Sa / Xa" significa "Sol", "di" significa "agua" y "ya", "tierra".

## Historia

### Historia primitiva
Se cree que fue la capital del Reino Chutia, durante el reinado de Lakṣmīnārāyaṇa, a principios del siglo XV.

### Periodo británico

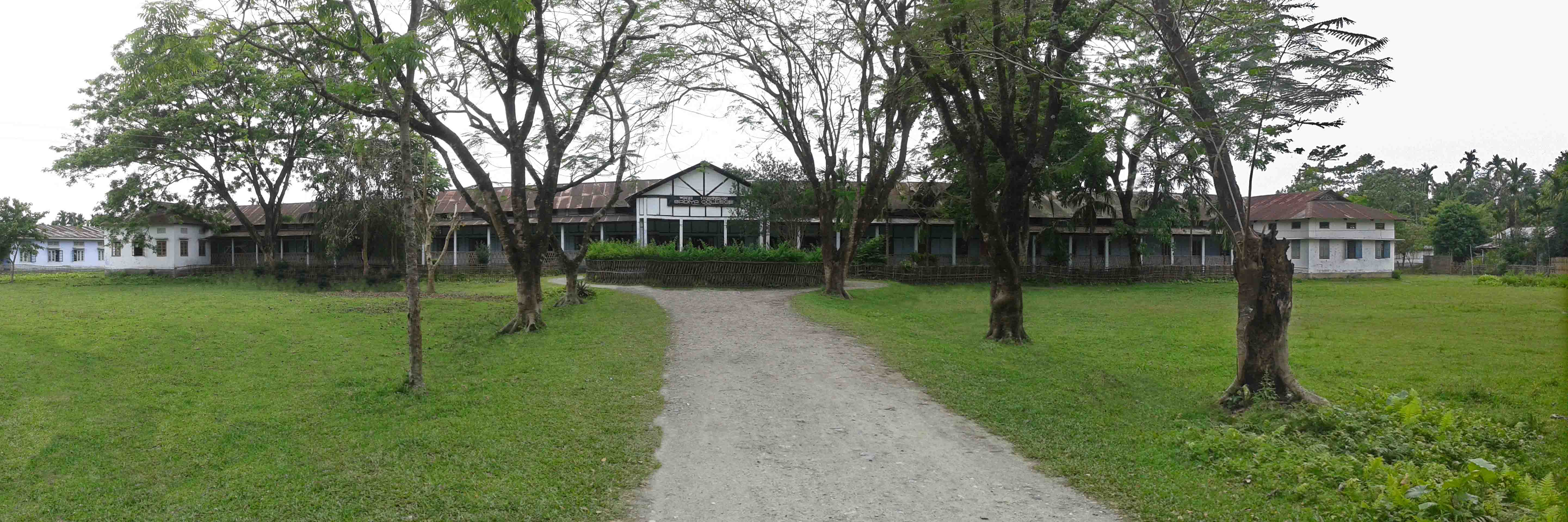
Universidad de Sadiya

Sadiya era la ciudad fronteriza del extremo noroeste del Raj británico, en el distrito de Lakhimpur de las regiones de Bengala Oriental y Assam. En el otro extremo hay una estación de tren que solía tener conexión con la línea Assam-Bengala de esa época. 
Sadiya había sido guarnecida por destacamentos de infantería nativa y policía militar, y era la base de una cadena de puestos de avanzada. Había un bazar, al que los habitantes de más allá de la frontera llevaban caucho, cera, marfil y almizcle, y comerciaban a cambio de telas de algodón, sal y artículos de metal.  
En los años 1943 y 1944 albergó una base del Ejército Aéreo de Estados Unidos. Hoy es la Base Aérea Chabua del Ejército del Aire Indio, y sirve como sede de distrito a la Cruz Roja India.
En 1882 Francis Jack Needham fue nombrado Agente Político Auxiliar de las autoridades británicas tras haber servido como Superintendente Auxiliar de Policía en la región desde 1876. Se retiró del servicio en 1905, después de pasar su vida explorando el entorno del río Brahmaputra para intentar encontrar su nacimiento, y escribiendo tratados de gramática de los idiomas Miri, Singpho y Khamti . Fue galardonado con la Medalla Conmemorativa Gill en 1887. En 1889 fue nombrado miembro de la Royal Geographical Society.

## Arquitectura y ruinas
Toda el área de Sadiya era una ciudad bien desarrollada en la época medieval. Las ruinas más importantes, como Bhismaknagar, Rukmininagar, el templo Tamreswari, el templo Shiva, Pratima garh, o el templo Bura-buri datan del período Chutia.

### Templo Tamreswari (Kechai-Khati)

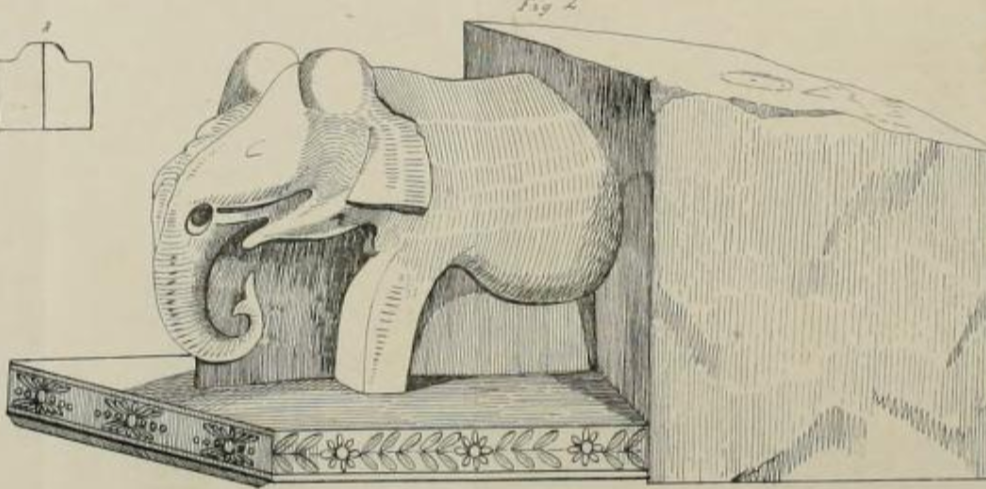
Boceto de una estatua de Elefante en Templo Tamreswari.

Fue el templo más importante de todos los construidos durante el Reino Chutia. Estaba dedicado a Kechaikhati, una deidad tribal femenina venerada por los Bodo-Kachari . Según Kalika Purana, el templo principal tenía forma octogonal y estaba rodeado por ocho dwarapals, orientados en ocho direcciones. 
La pared y las puertas del templo estaban decoradas. Había dos esculturas de elefantes gigantes con colmillos plateados en la entrada principal, construidas con arenisca y granito. Las paredes se construyeron con tacos y soportes de hierro. Todo el templo estaba rodeado con muros de ladrillo, y en el muro occidental había un altar para los sacrificios humanos.
Cuando los británicos descubrieron el templo sólo quedaba una pequeña estructura cuadrada. Desde 1959, debido a la inundación del Río Paya, se encuentra sumergido bajo sus aguas.
La inscripción de piedra que se encuentra en el templo dice:

“Shiv-Charan-Prasadat Vridharajatan
Ya-Sri-srimata-Mukta Dharmanarayana
Shri shrimati Digaravasini Ichtaka
Di-Virchit-Prakara-Nivaddha
Krit Agrahainike Saka 1364”
— Inscripción del muro de Tamresari

La inscripción detalla que las paredes del templo fueron construidas por Mukta Dharmanarayan, hijo de un antiguo rey del que no se conoce el nombre, en el año Saka 1364 (1442 d. C.). Se dice que el templo está dedicado a la diosa Digarabaxini ( Kechai-khati ).

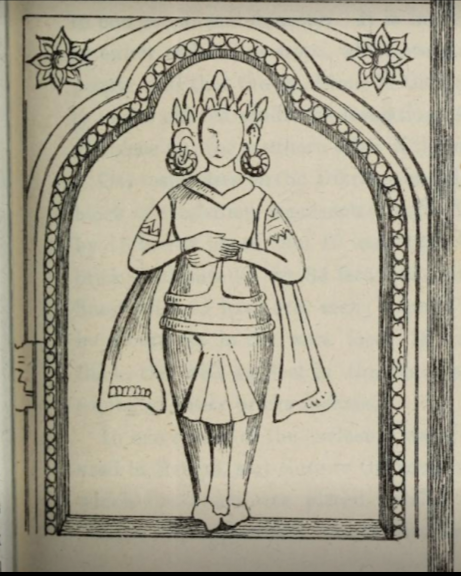
Boceto de una estatua en el Templo Tamreswari.

El techo del templo de Tamresari fue originalmente revestido con cobre, como se menciona en el Changrung Phukan Buranji (1711 d. C.), y de aquí deriva su nombre. En 1848, cuando Dalton visitó el sitio, encontró una estructura de piedra, pero el techo de cobre ya no existía. 
Según T. Block, que visitó el lugar en 1905, la estructura cuadrada en la esquina no puede haber sido el edificio principal del complejo, y la pared de ladrillos encerraba una especie de gran templo en el centro que ha desaparecido con el paso del tiempo. 
Según SF Hannay, el templo estaba cercano a la plaza, y su entrada se orientaba hacia el oeste. Tenía una pared de ladrillos de aproximadamente 1,5 metros de grosor y una altura de unos 2,5 metros, que se apoyaba sobre una base de bloques de piedra arenisca. En la entrada se encontraba un recinto y una puerta de piedra. Hoy se conserva el dintel tallado en el borde con una cadena de flores de loto, algunas columnas ornamentadas y una estatua de elefante.
Los tres bloques que formaban la entrada, cada uno de unos 2 metros de largo y medio metro de circunferencia, y los bloques de la pared eran de granito porfirítico rojo, de dureza adamantina. Había otra puerta en la esquina sureste, que conducía al arroyo, en el que se encuentran varios bloques lisos y tallados de granito y arenisca.
Según Debala Mitra (1956), el templo era Chaturayatana en origen. Es decir, tenía cuatro santuarios, construidos con piedra arenisca y granito y ubicados en la sección sureste del recinto rectangular de ladrillos, que mide aproximadamente 60 por 40 metros. El muro del complejo tenía 1,5 metros de ancho y 2,5 de alto, y tenía una entrada de piedra en el lado este. 

### Bura-Buri Than (Gira-Girasi)

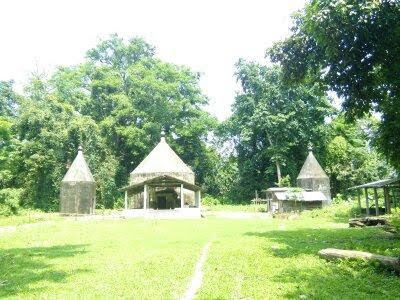
Templo Bura-Buri.

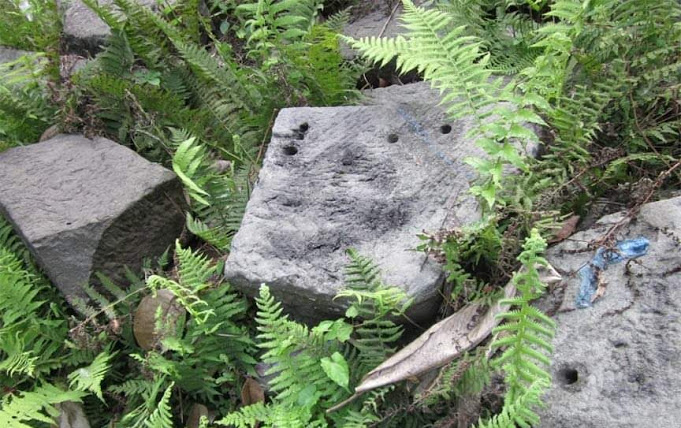
Piedras de granito utilizadas en el templo Bura-buri que muestran los agujeros para los soportes de hierro.

El Bura-Buri Than data del Reinado Chutia. Estaba dedicado a los padres fundacionales Gira-Girasi o Bura Buri, que luego fueron renombrados como Shiva y Sakti . Aunque la estructura se ha derrumbado debido a desastres naturales, la base aún permanece intacta. Sobre ella se ha construido un nuevo templo. 
La base es una base de piedra de forma octogonal regular, con bordes de 3,4 metros de longitud. El templo se construyó con piedra de granito y las rocas se fijaron con tacos de hierro y soportes similares a las utilizadas en los templos de Malini Than y Tamreswari. El templo estaba rodeado por un muro construido con ladrillos de 18-25 cm de longitud y 12-17 cm de ancho.

### Fuerte de Bhismaknagar

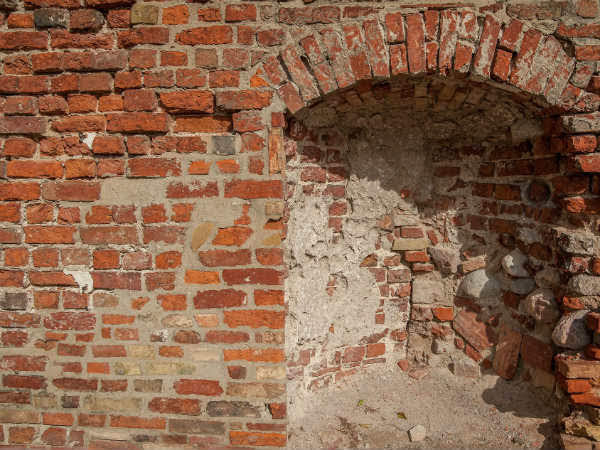
Ruinas de una pared de ladrillos en Bhismaknagar

El Fuerte Bhismaknagar, ubicado en Roing y que data del Reinado Chutia, tiene un área de 10 kilómetros cuadrados. El nombre puede derivar de Bhishmaka, el linaje hindú del que descienden los Chutias del siglo XVI. Fue fabricado con ladrillos cocidos, lo que le dio un aspecto muy llamativo.
En una de los ladrillo hay una inscripción, Lakshminarayan, e indica que el fuerte fue reparado durante el siglo XV. El complejo central de Bhismaknagar se extendió sobre un área de 1860 metros cuadrados y tenía tres salas, seis entradas y dos ampliaciones. Dentro del fuerte se encuentra un muro de piedra de 2 metros de altura. Durante las excavaciones se recuperaron enormes obras de arte de alfarería, estatuillas de terracota, placas de terracota y azulejos decorativos.

El fuerte está rodeado por un muro de 4,5 metros de alto y 6 metros de ancho, de unas 6-9 hileras de piedra de granito y de ladrillos en las direcciones este, oeste y sur. En la zona norte las colinas de Mishmi servían de barrera natural. Aunque se han realizado muy pocas excavaciones, se han encontrado tres tanques y dos puertas en las direcciones este y oeste.

### Rukmini Nagar
En las colinas al norte de Roing se encuentran algunas antiguas estructuras de ladrillo, sobre todo en las aldeas de Chidu y Chimri, a una altitud de unos 305 m. La gente local, los Idus, le pusieron de nombre Rukmini Nati (nati es la palabra Idu para ladrillos). El Departamento de Investigación del Gobierno de Arunachal Pradesh inició unas excavaciones entre los años 1973 y 1974 en Chimri, a 11 kilómetros de Roing. Se desenterraron dos salas de 10 por 10 metros y 10 por 12 metros sobre un talud, separadas por 14 metros. De las paredes se extrajo material fluvial, lo que sugiere que fueron destruidos por las inundaciones. Se encontraron unos tiestos semejantes a los hallados en Bhismaknagar por la forma, el material y técnicaempleada, por lo que se evidencia que esta zona compartía cultura con Bhismaknagar.
Los otros yacimientos arqueológicos en esta área están ubicados cerca de Chidu Inspection Bungalow, en Cheko Nati entre Chidu y Chimri y en las colinas al norte de Chimri. No se pudieron encontrar restos en los dos primeros sitios, aunque se dijo que años antes se habían visto fragmentos de cerámica en Chidu y paredes de ladrillo y escalones en Cheko Nati. El tercer yacimiento, al norte de Chimri, se encuentra a una altitud de unos 610 m. No se encontró ni un solo ladrillo alineado, y todo parecía destruido. 
Todos estos yacimientos están en terreno montañoso, apropiados para la defensa, lo que indica que habrían formado parte de un mismo fuerte, que se extendería desde  Chidu hasta Chimri. Es probable que el centro principal de este complejo estuviera en Cheko Nati. 
En otro sitio arqueológico llamado Duku Limbo, en la margen izquierda del Dibang, al pie de la colina Elopa. se encontraron unos ladrillos, que hacen pensar que la cultura Brismaknagar se había extendido hasta este lugar.

### Fuerte de Tezu
En 1972 se exploró un antiguo fuerte de barro en el área de Tindolong, a 6 kilómetros de Tezu. El área del fuerte, está delimitada por murallas de tierra de 365,76 m por 350,52 m. La muralla tiene dos metros y medio de altura y de grosor en su parte superior, aunque se ensancha en la base. 
A ambos lados de la muralla hay dos zanjas de unos 6 m de ancho. En el centro del recinto hay un terraplén circular, con un diámetro de unos 30,5 metros y una altura de tres metros, que podría tener funciones de vigilancia. Aunque los restos de cerámica encontrados aquí están demasiado fragmentados como para tener resultados concluyentes, se cree que el fuerte de Tezu estaba unido por la ruta de Bhismaknagar a Parshuram Kund, y probablemente se asoció con la cultura de Sadiya, Bhismaknagar y sus alrededores.
El complejo es un fuerte defensivo con dimensiones más modestas que las de la ciudad fortificada de Bhismakanagara. Estaba guarnecido por pequeños grupos de militares, que lo protegían de los ataques de guerrilleros. Desde aquí se podían vigilar las incursiones de la margen izquierda alrededor de Chowkham. El fuerte se ha asignado aproximadamente a un período entre los siglos XIV y XV.

## Geografía
Sadiya se encuentra en las coordenadas 27,83ºN 95,67ºE. y tiene una elevación media de 123 metros. 
Es la única área de Assam donde se encuentra la subespecie de gibón hoolock Mishmi Hills, H. h. mishmiensis .

## Política
Sadiya es parte de Lakhimpur (distrito electoral de Lok Sabha) . El nombre de la circunscripción de la asamblea es 126-Sadiya LAC .
Sadiya es una de las tres subdivisiones del distrito de Tinsukia. Chapakhowa es el centro de Sadiya.

## Relacionado
- Sati Sadhani